# Palo (Leyte)
Pour les articles homonymes, voir Palo.
Palo est une municipalité de la province de Leyte, située dans la région des Visayas orientales aux Philippines.
Comptant 62 727 habitants, la ville se trouve sur la côte Nord-Est de l'île de Leyte. 